# Геј агенда
Геј агенда, хомосексуална агенда или идеологија хомосексуализма је термин који су креирали и користе примарно припадници хришћанске деснице, као омаловажавајући начин да се опише заговарање културног прихватања и нормализације нехетеросексуалних сексуалних оријентација и односа. Термин је настао међу друштвеним конзервативцима у Сједињеним Државама и усвојен је у другим нацијама са активним анти-ЛГБТ покретима као што су Мађарска и Уганда.
Термин се односи на напоре да се промене владине политике и закони о питањима везаним за ЛГБТ права. Поред тога, користили су га друштвени конзервативци и други да опишу наводне циљеве активиста за ЛГБТ права, као што је регрутовање хетеросексуалаца у оно што конзервативци називају „хомосексуалним стилом живота“.
Често се под „хомосексуалним планом“ подразумева елиминација моралне осуде која се традиционално повезује са хомосексуалним понашањем, постизање пуне моралне еквиваленције хомосексуалности са хетеросексуалношћу и јавно признање права гејева и лезбијки, увођење могућности  усвајања деце од стране истополних парова. Понекад ово укључује и ширење информација о хомосексуалности у школама, редефинисање концепта породице и укључивање у хомосексуалне односе; Концепти „регрутовања хомосексуалаца“ и „пропаганде хомосексуалности“ повезани су са геј агендом.

## Порекло
У Сједињеним Државама, фразу „геј агенда“ је популаризовала серија видео записа коју је продуцирала евангелистичка верска група Пастори Извора Живота у Калифорнији, а дистрибуирале су је многе хришћанске десничарске организације. Први видео из серије назван је The gay agenda и објављен је 1992. Био је нашироко дистрибуиран и довео је Пасторе Извора Живота у центар пажње. Продато је више десетина хиљада примерака снимка. Дистрибуиран је у Конгресу САД, а командант морнаричког корпуса генерал Карл Манди млађи дао га је осталим члановима Здруженог начелника штабова. Коришћен је у политичким кампањама, на пример, од стране Орегон Грађанске Алијансе (ОГА), конзервативне хришћанске политичке активистичке организације. ОГА је користила видео као део своје кампање за Гласачку меру 9 за измену Устава Орегона како би спречила оно што је ОГА назвала посебним правима за гејеве, лезбијке и бисексуалце. 
Пол Камерон — суоснивач Института за научна истраживања сексуалности у Линколну, касније преименованог у Институт за породична истраживања — појавио се у видео снимку, у којем тврди да 75 процената геј мушкараца редовно уносе измет и да је 70–78 процената имало полно преносиву болест. Агенду хомосексуалаца пратиле су још три видео публикације: Геј агенда у едукацији (1993), Геј агенда: Марш на Вашингтон (1993) и наставак филма Стоунвол: 25 гпдина лажи (1994). Видео снимци су садржали интервјуе са противницима ЛГБТ права, а серија је била доступна преко хришћанских десничарских организација.
После Бала, књигу о правима хомосексуалаца Маршала Кирка и Хантера Медсена из 1989. године, упркос томе што је ЛГБТ заједница лоше прихватила, припадници хришћанске деснице навели су је као симбол „стелт техника“ које су наводно користили геј активисти.

## Одговори
Геј и лезбијска алијанса против клевете (ГЛААД) описује термин „геј агенда” или „хомосексуална агенда” као „реторички изум хомофобних екстремиста који настоје да створе климу страха приказујући тежњу за грађанским правима ЛГБТ особа као злокобно“.
Неки писци су тај израз описали као пежоративни. Коментатори су приметили недостатак реализма и веродостојности идеји о геј агенди пер се. Такве кампање засноване на претпостављеној „геј агенди“ истраживачи и критичари описују као анти-геј пропаганду.

### Сатира
Сатирични чланак Мајкла Свифта који се појавио у вестима геј заједнице у фебруару 1987. под насловом „Геј револуционар“ описује сценарио у којем хомосексуални мушкарци доминирају америчким друштвом и потискују све хетеросексуалне ствари. Ово је поново штампано у Конгесорском издаваштву без почетне речи: „Овај есеј је неуспех, лудило, трагична, окрутна фантазија, ерупција унутрашњег беса, о томе како потлачени очајнички сањају да буду тлачитељи.“
Тај израз понекад користе сатирично као контрафолију од стране људи који би иначе сматрали да је овај израз увредљив, као што је лажна агенда која се налази на сатиричном веб сајту Бети Бауерс и као назив стендап комичног шоуа у Прагу који је прикупљање средстава за напоре у борби против сиде. Амерички репер Лил Нас Икс захвалио се геј агенди у свом говору о прихватању на додели МТВ видео музичких награда 2021.
Бискуп Џин Робинсон је изјавио да је „Исус дневни ред, хомосексуална агенда у Епископалној цркви“.  У епизоди Дневном Шоу, Џон Стјуарт је дефинисао геј агенду као „геј брак, заштиту грађанских права, Недеља флоте проширена на Годину флоте, помоћ Федералне агенције за ванредне ситуације (ФЕМА) када пада киша за мушкарце, Кети Грифин да води све и да тежи забрани изгужваним панталонама широм земље“. 